# دانيال شاندلير
دانيال شاندلير (بالإنجليزية: Daniel Chandler)‏ هو فيلسوف بريطاني، ولد في 1952.